# Africains en Chine
Les Africains en Chine sont un groupe ethnique de Chine dont l'ascendance partielle ou totale provient de l'un des groupes ethniques d'Afrique. Une source estime que plus de 500 000 Africains vivent en Chine, la majorité d'entre eux vivant à Guangzhou. Une autre source estime ce nombre à 16 000. Le Bureau de la sécurité publique de Guangzhou estime le nombre officiel d'Africains vivant à Guangzhou à 4 553 en 2020 tandis qu'en 2019, il était de 13 652, affirmant que la population des Africains en Chine avait toujours été plutôt faible et en diminution au fil des ans.

## Étudiants Africains en Chine
Development Reimagined rapporte que la Chine a accueilli 74 011 étudiants de 24 pays africains en 2017, grâce à une croissance globale de 258 % entre 2011 et 2017. En 2022, les étudiants africains les plus importants venaient d'Éthiopie, du Nigéria, du Congo, du Kenya et de la Tanzanie.
En 2018, le gouvernement chinois a annoncé lors du Forum triennal sur la coopération sino-africaine que la Chine augmenterait ses offres de bourses aux étudiants africains de 30 000 en 2015 à 50 000. Selon le ministère de l'Éducation de la République populaire de Chine, 81 562 étudiants africains ont étudié en Chine en 2018, soit une augmentation de 770 % par rapport à 1996. La Chine est désormais le troisième pays d’accueil d’étudiants africains, derrière la France et les États-Unis.
En 2020, selon le Rapport annuel mondial sur l'éducation de l'UNESCO, la Chine a offert 12 000 bourses universitaires à des étudiants africains pour la prochaine année universitaire, afin de soutenir leurs études dans les universités chinoises.
Selon les prévisions, la Chine accueillera plus de Nigérians que le Royaume-Uni ou les États-Unis d’ici 2025.

## Personnalités Africaines de Chine
- Brian Fok
- Godfred Karikari
- Lou Jing
- Eddy Francis
- Ding Hui